# Jacques François
Pour les articles homonymes, voir François.
Jacques François est un acteur français, né le 16 mai 1920 à Paris 16e et mort le 25 novembre 2003 à Paris 18e.
En plus d'une longue carrière théâtrale, il est très connu du grand public pour ses seconds rôles au cinéma à partir des années 1970.
Il a incarné, souvent dans des comédies, des personnages de pouvoir, sérieux et droits : ministres, généraux, préfets, commissaires de police, avocats, hommes d'affaires, etc.

## Biographie

### Origines, jeunesse et débuts
Henri Jacques Daniel Paul François naît le 16 mai 1920 dans le 16e arrondissement de Paris, dans une famille très aisée ; son père, Paul François, est avocat, sa mère est américaine. Il connaît une enfance et une jeunesse difficiles, ainsi qu'il le déclare : « J'ai vécu une enfance pénible. Pas matériellement, non. Mais affectivement. Mes parents se haïssaient. Ils déversaient leur rancœur sur moi. Mon père, avocat de renom, était terriblement autoritaire. » Il reste fâché avec lui pendant vingt années. Il trouve du réconfort auprès de son beau-père, chirurgien connu, qui le soutient.
Il fait ses études au lycée Condorcet, à l'école Fénelon à Paris et à la villa Saint-Jean à Fribourg en Suisse.
Il suit les cours de théâtre de Charles Dullin, René Simon et Raymond Roulleau. Il débute sur scène avec la pièce La Fureur d'aimer avant la seconde guerre mondiale.

### Parcours militaire
Au début de la seconde guerre mondiale, Jacques François est engagé dans la marine. Il est rapidement démobilisé à la suite de la défaite française de juin 1940 et retrouve Paris.
À l'été 1944, à l'arrivée de l'armée française pour la libération de Paris, il redevient militaire en étant nommé capitaine de la 1re armée du général de Lattre, où il est officier de liaison : il escorte notamment le général Weygand, lors de sa libération du château d'Itter dans le Tyrol, en mai 1945.

### Carrière
Engagé comme assistant dans le cabinet d'avocats de son père, Jacques François quitte le domicile paternel le jour de ses 21 ans[réf. nécessaire].
Il retrouve le théâtre en travaillant avec Marcel Herrand aux Mathurins. En 1941, il tourne dans son premier film, Les affaires sont les affaires, aux côtés de Charles Vanel. 
En 1946 aux côtés de Pierre Fresnay au théâtre des Noctambules, l’acteur participe à la création de la pièce de Maurice Clavel, Les Incendiaires. Toujours en 1946, il interprétera le comte d 'Artois, dans le film de Marcel L'Herbier L'Affaire du collier de la reine.
En 1947, il est engagé à Hollywood, expérience qu'il juge décevante. Il part en 1948 pour jouer le rôle principal de Lettre d'une inconnue : le rôle échoit à Louis Jourdan. Il découvre la vie des acteurs des grands studios, pas toujours passionnante au quotidien, et fait la connaissance des « Français de Hollywood », dont le plus connu d'entre eux, Charles Boyer. Jacques François croise Marlene Dietrich ; lors d'un dîner, elle le confond avec Gérard Philipe. Il est aussi le cavalier d'Hedy Lamarr, très belle et sulfureuse actrice de six ans son aînée, au cours de diverses soirées. Seule son apparition dans Entrons dans la danse (1949), aux côtés de Fred Astaire et Ginger Rogers, témoigne de son passage à la Metro-Goldwyn-Mayer (MGM), son contrat ayant été entretemps vendu à Universal.
Il racontera plus tard à ce sujet qu'excédé par le fait que la MGM ne le faisait plus tourner, il est monté jusqu'au bureau du directeur après avoir bousculé la secrétaire pour demander ce que signifiait ce  « bordel » et s'entendre dire que son contrat avait été vendu à Universal.
Jacques François revient rapidement en France où il se consacre davantage au théâtre. Il joue dans des dizaines de pièces, dirigé par les meilleurs metteurs en scène. Jean Anouilh est l'un de ses auteurs de prédilection. Il participe à plusieurs films, dont Les Grandes Manœuvres aux côtés de Gérard Philipe.
Il renoue avec le cinéma dès le début des années 1970. Il y joue des personnages austères et autoritaires, défenseurs de l'ordre établi ou servilement respectueux de la hiérarchie, comme le directeur de radio dans Tout le monde il est beau, tout le monde il est gentil (1972), de riches bourgeois comme le pharmacien colérique dans Le Père Noël est une ordure (1982). Dans ce dernier film, la production ne pouvant lui payer son cachet habituel, il préféra jouer son rôle gratuitement plutôt que d'accepter le cachet dérisoire proposé. Il s'illustre dans de nombreux autres films comiques, comme Le Gendarme et les Gendarmettes (1982), Papy fait de la résistance (1983), L'Opération Corned Beef (1990) ou Les Couloirs du temps : Les Visiteurs 2 (1998) et Les Acteurs (2000) de Bertrand Blier où l'on se souvient de son monologue aussi grossier qu'il était distingué.
Jacques François a également participé au doublage d'acteurs anglophones comme Laurence Olivier dans Le choc des Titans ou Philip Stone dans Shining de Stanley Kubrick.
Parfaitement bilingue, il a servi d'interprète à Alec Guinness lors d'une émission Apostrophes.

### Vie privée
En 1966, Jacques François a épousé la comédienne Madeleine Delavaivre, avec laquelle il s'était lié lors d'une tournée mondiale de la pièce Le Misanthrope. Il y jouait le rôle d'Alceste et sa future épouse celui de Célimène. Ils ont un fils prénommé Cyril né en 1967.

### Mort
La canicule de 2003 provoque chez Jacques François des problèmes pulmonaires et respiratoires. Il en meurt le 25 novembre de la même année, dans le 18e arrondissement de Paris,,. Il est incinéré au crématorium du cimetière du Père-Lachaise, et ses cendres sont récupérées par la famille.

## Filmographie

### Années 1940
- 1942 : Les affaires sont les affaires de Jean Dréville
- 1943 : Le Capitaine Fracasse d'Abel Gance : Vidalenc
- 1946 : L'Affaire du collier de la reine de Marcel L'Herbier : Le comte d'Artois
- 1948 : Une grande fille toute simple de Jacques Manuel : Mick
- 1949 : Entrons dans la danse (The Barkleys of Broadway) de Charles Walters : Jacques Barredout

### Années 1950

#### Cinéma
- 1950 : Pacte avec le Diable (Patto col diavolo) de Luigi Chiarini : Andrea Mola
- 1951 : Maître après Dieu de Louis Daquin : le docteur
- 1951 : Édouard et Caroline de Jacques Becker : Alain Beauchamp
- 1951 : Adhémar ou le Jouet de la fatalité de Fernandel : Le valet
- 1951 : Encore, sketch Croisière d'amour de Pat Jackson : Pierre, steward français
- 1952 : Trois Femmes d'André Michel : Horace
- 1953 : Au sud d'Alger (South of Algiers) de Jack Lee : Jacques Farnod
- 1953 : Mon gosse de père de Léon Mathot : Gérard Morrison
- 1953 : Le Père de Mademoiselle de Marcel L'Herbier : Michel Leclair
- 1953 : Les Trois Mousquetaires d'André Hunebelle : Aramis
- 1954 : Si Versailles m'était conté… de Sacha Guitry : Saint-Simon
- 1954 : Par ordre du tsar  d'André Haguet : Franz Liszt
- 1955 : Deux Anglais à Paris (To Paris with Love)  de Robert Hamer : Victor de Colville
- 1955 : Les Grandes Manœuvres de René Clair : Rodolphe

#### Télévision
- 1951 : Le Château du carrefour (téléfilm) de Philippe Agostini
- 1952 : Foreign Intrigue (en) (série) : épisode : Free Germany de Marcel Cravenne
- 1955 : Sherlock Holmes (série) : 
  - épisode 22 : La prophétie de la mort (The Case of the Deadly Prophecy) de Sheldon Reynolds
  - épisode 34 : Enquête à la cour (The Case of the Royal Murder) de Steve Previn (en)
- 1956 : En votre âme et conscience, épisode L'Affaire de Bitremont de Jean Prat et Claude Barma

### Années 1960

#### Télévision
- 1961 : Le Théâtre de la jeunesse : Le Capitaine Fracasse d'après Le Capitaine Fracasse de Théophile Gautier, réalisation François Chatel
- 1963 : Caterina (de Félicien Marceau), téléfilm de Gérard Herzog : Giorgio
- 1964 : Château en Suède (téléfilm) d'André Barsacq : Sébastien
- 1965 : Morgane ou Le prétendant d'Alain Boudet
- 1967 : Une aventure de Sherlock Holmes de Jean-Paul Carrère avec Édith Scob

### Années 1970

#### Cinéma
- 1970 : Le Clair de Terre, de Guy Gilles : Elstir, l'éditeur
- 1972 : L'Attentat d'Yves Boisset : Lestienne
- 1972 : Tout le monde il est beau, tout le monde il est gentil de Jean Yanne : Plantier
- 1972 : Décembre de Mohammed Lakhdar-Hamina : Serge de la Prévoteraie
- 1973 : Moi y'en a vouloir des sous de Jean Yanne : Delfau
- 1973 : Chacal (The Day of the Jackal) de Fred Zinnemann : Pascal
- 1973 : Les Aventures de Rabbi Jacob de Gérard Oury : le général
- 1973 : Antoine et Sébastien de Jean-Marie Périer : le capitaine
- 1974 : Les Chinois à Paris de Jean Yanne : Hervé Sainfous de Montaubert
- 1974 : Section spéciale de Costa-Gavras : le procureur de l'État Maurice Gabolde
- 1975 : Le Chat et la Souris de Claude Lelouch: le préfet
- 1976 : Chi dice donna, dice donna : (segment « Donne d'affari ») de Tonino Cervi
- 1976 : Le Jouet de Francis Veber : Blénac
- 1978 : Le Convoi de la peur (Sorcerer / Wages of Fear)  de William Friedkin : Lefevre
- 1978 : La Zizanie  de Claude Zidi : Le préfet
- 1978 : One, Two, Two : 122, rue de Provence de Christian Gion : Bouillaud-Crevel
- 1978 : Je suis timide mais je me soigne de Pierre Richard: M. Henri
- 1979 : Confidences pour confidences de Pascal Thomas : Delorme
- 1979 : Le Gendarme et les Extra-Terrestres de Jean Girault: le colonel
- 1979 : Je te tiens, tu me tiens par la barbichette de Jean Yanne : Aurélien Brucheloir
- 1979 : Cause toujours... tu m'intéresses ! d'Édouard Molinaro : Daniel Granier
- 1979 : Les Sept Jours de janvier  (Siete dias de enero) de Juan Antonio Bardem
- 1979 : Rien ne va plus de Jean-Michel Ribes : Professeur Casternon

#### Télévision
- 1970 : La Cruche de Georges Courteline, mise en scène d'André Teisseire
- 1970 : La Brigade des maléfices de Claude Guillemot : l'inspecteur principal
- 1971 : Au théâtre ce soir : Virage dangereux de John Boynton Priestley, mise en scène Raymond Rouleau, réalisation Pierre Sabbagh, théâtre Marigny : Charles Stanton
- 1971 : Au théâtre ce soir : Caroline de William Somerset Maugham, mise en scène Grégoire Aslan, réalisation Pierre Sabbagh, théâtre Marigny : Robert
- 1971 : Les Nouvelles Aventures de Vidocq (série)
- 1972 : Au théâtre ce soir : Félicity de Noël Coward, mise en scène Jacques François, réalisation Georges Folgoas, théâtre Marigny
- 1972 : Talleyrand ou Le Sphinx incompris de Jean-Paul Roux : voix de Richelieu
- 1972 : Églantine de Jean-Claude Brialy : Edmond
- 1972 : Pot-Bouille (feuilleton) : Duveyrier
- 1972 : Le Revolver sous la pluie (téléfilm) : Max
- 1973 : Au théâtre ce soir : Jeux d'esprits de Noël Coward, mise en scène uniquement, réalisation Georges Folgoas, théâtre Marigny
- 1974 : Beau-François (téléfilm) : un noble
- 1974 : Messieurs les jurés : L'Affaire Hamblain d'André Michel : l'avocat général
- 1975 : Au théâtre ce soir : Le Nu au tambour de Noël Coward, mise en scène Jacques-Henri Duval, réalisation Pierre Sabbagh, théâtre Édouard-VII
- 1975 : Washington Square (téléfilm) d'Alain Boudet : Augustin Sloper
- 1976 : Le Cheval évanoui (téléfilm) : Henry-James Chesterfield
- 1977 : Esprit de suite (téléfilm) : François
- 1977 : Turlututu (téléfilm) : Francis Chevert
- 1978 : Au théâtre ce soir : Le Greluchon délicat de Jacques Natanson, mise en scène Jacques Mauclair, réalisation Pierre Sabbagh, théâtre Marigny
- 1979 : Les Moyens du bord (téléfilm) : Jules, l'ambassadeur
- 1979 : La Belle Vie de Jean Anouilh réalisé par Lazare Iglésis : le comte de Valançay

### Années 1980

#### Cinéma
- 1981 : Celles qu'on n'a pas eues de Pascal Thomas : Le voyageur élégant
- 1981 : On n'est pas des anges... elles non plus de Michel Lang : Jacques Loriol
- 1981 : San-Antonio ne pense qu'à ça de Joël Séria : Le vieux
- 1981 : Tais-toi quand tu parles de Philippe Clair : Diafoirus
- 1982 : Mille milliards de dollars de Henri Verneuil : Fred Great
- 1982 : Tête à claques de Francis Perrin : M. Crispin-Vautier
- 1982 : Le Cadeau de Michel Lang : Jacques Loriol
- 1982 : Le Gendarme et les Gendarmettes de Jean Girault et Tony Aboyantz : le colonel
- 1982 : Le père Noël est une ordure de Jean-Marie Poiré : Le pharmacien
- 1983 : L'Africain de Philippe de Broca : Patterson
- 1983 : Papy fait de la résistance de Jean-Marie Poiré : Jacques de Frémontel (alias Félix)
- 1983 : Man, Woman and Child - Homme, femme et enfant de Dick Richards : Louis
- 1984 : Les parents ne sont pas simples cette année de Marcel Jullian : John, le vendeur d'art de Los Angeles
- 1984 : Le Sang des autres de Claude Chabrol : Colonel Catelas
- 1984 :  French Lover (Until September) de Richard Marquand : M. Mauriac
- 1984 : La Tête dans le sac de Gérard Lauzier : docteur Choulet
- 1984 : Liberté, Égalité, Choucroute de Jean Yanne : Necker
- 1986 : Sauve-toi, Lola de Michel Drach : Charles Schneider
- 1986 : Twist again à Moscou de Jean-Marie Poiré : Maréchal Bassounov
- 1986 : La rusa de Mario Camus
- 1987 : La Vie dissolue de Gérard Floque de Georges Lautner : L'avocat
- 1989 : L'Invité surprise de Georges Lautner : le directeur de la P. J.
- 1989 : Mes meilleurs copains de Jean-Marie Poiré : M. Thuillier

#### Télévision
- 1980 : Au théâtre ce soir : Il est important d'être aimé d'Oscar Wilde, adaptation Jean Anouilh, mise en scène Jacques François, réalisation Pierre Sabbagh, théâtre Marigny
- 1980 : Au théâtre ce soir : L'Amant complaisant de Graham Greene, mise en scène Jacques François, réalisation Pierre Sabbagh, théâtre Marigny
- 1980 : La Vie des autres (segment Le Scandale en dix épisodes) série de Jean-Pierre Desagnat : Lord William
- 1980 : Winnetou le mescalero (de) (série) : Stevens
- 1980 : Les Dossiers éclatés : Le querellé ou La nécessité d'être comme tout le monde (téléfilm) : De Rolland
- 1981 : Julien Fontanes, magistrat (épisode : Par la bande)
- 1981 : Pause café (série) : Le Proviseur
- 1981 : Gaston Lapouge (téléfilm) : William Schtups
- 1982 : La Nuit du général Boulanger (téléfilm) : Rochefort
- 1982 : Malesherbes, avocat du roi (téléfilm) : Tronchet
- 1982 : Toutes griffes dehors (mini-série) : Alain
- 1984 : Le Tueur triste (téléfilm) : notaire
- 1984 : Le Mystérieux Docteur Cornelius (mini-série) : Lord Burydan
- 1985 : La Petite Fille modèle (téléfilm) : Chaumaz
- 1986 : Les Aventuriers du Nouveau-Monde (feuilleton)
- 1986 : Madame & ses Flics de Roland-Bernard, épisode : Le Film Hanté
- 1986 : Espionne et tais-toi (série) : la père d'Agnès (1986-1988)
- 1987 : Les Enquêtes du commissaire Maigret, épisode : Maigret voyage de Jean-Paul Carrère
- 1987 : Bonjour maître (feuilleton) : Ferrière
- 1988 : Vivement lundi ! (série) : Pierre-André Dejust
- 1988 : Sueurs froides (série) : La Panne de Michel Leroy
- 1988 : Palace (série) de Jean-Michel Ribes : Félix, le maître d'hôtel
- 1988 : Le Ravissement de Scapin (téléfilm) : Géronte
- 1988 : Le Bonheur d'en face (série) : Raoul (épisode 18)

### Années 1990-2000

#### Cinéma
- 1990 : Robinson et Cie (dessin animé) de Jacques Colombat : uniquement la voix
- 1991 : L'Opération Corned Beef de Jean-Marie Poiré : le général Masse
- 1991 : Triplex de Georges Lautner : le père de Nathalie
- 1991 : Le Fils du Mékong de François Leterrier : Dupré
- 1993 : Les Amies de ma femme de Didier van Cauwelaert : Gilbert Thonon
- 1996 : Grand Nord de Nils Gaup : le colonel Henry Johnson
- 1996 : Mon homme de Bertrand Blier : 2e client
- 1998 : Les Couloirs du temps : Les Visiteurs 2 de Jean-Marie Poiré : Maurice, le mari de Gisèle (crédité "Homme ROVER" par J-M Poiré)
- 1998 : Recto-verso de Jean-Marc Longval
- 2000 : Les Acteurs de Bertrand Blier : lui-même
- 2000 : Le roi danse de Gérard Corbiau : Jean de Cambefort
- 2001 : Fifi Martingale de Jacques Rozier : L'ambassadeur
- 2002 : Éros thérapie / Je suis votre homme de Danièle Dubroux : M. de la Touche

#### Télévision
- 1990 : Les gens ne sont pas tous forcément ignobles (téléfilm) : Louis
- 1992 : Les Danseurs du Mozambique de Philippe Lefebvre (téléfilm) : Théodore
- 1993 : Nestor Burma, saison 3, épisode 2 : Boulevard ossements de Claude Grinberg : Rosenthal
- 1994 : Chèques en boîte (téléfilm) : Cornélius
- 1994 : Adieu les roses (téléfilm) : Pierre
- 1995 : La Veuve de l'architecte (téléfilm) : Jeannot

## Théâtre

### Auteur
- 1958 : Monsieur de France de Jacques François, mise en scène Christian-Gérard, théâtre des Bouffes-Parisiens

### Comédien
- 1946 : Les Incendiaires de Maurice Clavel, mise en scène Jean Vernier, théâtre des Noctambules
- 1950 : Le Bal du Lieutenant Helt de Gabriel Arout, mise en scène Marcel Herrand, théâtre des Mathurins
- 1951 : Dominique et Dominique de Jean Davray, mise en scène Raymond Rouleau, théâtre Michel
- 1954 : L'Ennemi de Julien Green, mise en scène Fernand Ledoux, théâtre des Bouffes-Parisiens
- 1954 : Le Rendez-vous de Senlis de Jean Anouilh, mise en scène André Barsacq, théâtre de l'Atelier
- 1955 : Caterina de Félicien Marceau, mise en scène André Barsacq, théâtre de l'Atelier
- 1955 : Pour Lucrèce de Jean Giraudoux, mise en scène Jean-Louis Barrault, théâtre des Célestins
- 1956 : L'Or et la paille de Pierre Barillet et Jean-Pierre Gredy, mise en scène Jacques Charon, théâtre Michel
- 1957 : La Reine de Césarée de Robert Brasillach, mise en scène Raymond Hermantier, théâtre des Arts
- 1958 : Monsieur de France de Jacques François, mise en scène Christian-Gérard, théâtre des Bouffes-Parisiens
- 1960 : Jean de la Lune de Marcel Achard, mise en scène Bernard Dhéran
- 1960 : Château en Suède de Françoise Sagan, mise en scène André Barsacq, théâtre de l'Atelier
- 1962 : L'Amant complaisant de Graham Greene, mise en scène Daniel Leveugle, Comédie des Champs-Élysées
- 1963 : Un mois à la campagne d'Ivan Tourgueniev, mise en scène André Barsacq, théâtre de l'Atelier
- 1964 : Nicomède de Corneille, mise en scène Roger Mollien, Festival d'Avignon
- 1966 : Le Cheval évanoui de Françoise Sagan, mise en scène Jacques Charon, théâtre du Gymnase
- 1968 : Le Cheval évanoui de Françoise Sagan, mise en scène Jacques Charon, théâtre du Gymnase, théâtre des Ambassadeurs
- 1971 : Le Nu au tambour de Noël Coward, mise en scène Jacques-Henri Duval, théâtre Michel
- 1971 : Le Dieu Kurt d'Alberto Moravia, mise scène Pierre Franck, théâtre des Célestins, théâtre Michel
- 1972 : Occupe-toi d'Amélie de Georges Feydeau, mise en scène Jacques-Henri Duval, théâtre des Célestins
- 1974 : Le Canard à l'orange de William Douglas-Home (adaptée par Marc-Gilbert Sauvajon au théâtre de Laval le 27 février 1974) avec Madeleine Delavaivre, Chantal Touzet et Nadia Babkine. Mise en scène de Pierre Mondy. Administrateur de la tournée : André Pair.
- 1975 : L'Arrestation de Jean Anouilh, mise en scène Jean Anouilh et Roland Piétri, théâtre de l'Athénée
- 1979 : Tovaritch de Jacques Deval, mise en scène Jean Meyer, théâtre des Célestins, théâtre de la Madeleine
- 1980 : L'Habilleur de Ronald Harwood, mise en scène Stéphan Meldegg, théâtre de la Michodière
- 1983 : Le Dindon de Georges Feydeau, mise en scène Jean Meyer, théâtre des Célestins
- 1985 : N'écoutez pas, mesdames ! de Sacha Guitry, mise en scène Pierre Mondy, théâtre des Variétés, puis théâtre du Palais-Royal en 1986
- 1987 : L'Hurluberlu de Jean Anouilh, mise en scène Gérard Vergez, théâtre du Palais-Royal
- 1988 : La Foire d'empoigne de Jean Anouilh, mise en scène Nicole Anouilh, théâtre de la Madeleine
- 1992 : George et Margaret de Marc-Gilbert Sauvajon & Jean Wall, mise en scène René Clermont, théâtre des Bouffes-Parisiens
- 1994 : Le Bal des voleurs de Jean Anouilh, mise en scène Jean-Claude Brialy, Festival d'Anjou
- 1994 : Le landau qui fait du bruit de Jean-Louis Bourdon, mise en scène de l'auteur, La Criée, théâtre de Nice
- 1995 : La Dernière Salve de Jean-Claude Brisville, mise en scène Marcel Bluwal, théâtre Montparnasse
- 1997 : Oncle Vania d'Anton Tchekhov, mise en scène Patrice Kerbrat, théâtre Hébertot

## Doublage

### Cinéma

#### Films
- 1980 : Shining : Delbert Grady (Philip Stone)
- 1981 : Le choc des titans : Zeus (Laurence Olivier)
- 1985 : Ouragan sur l'eau plate : Sir Malcolm Leveridge (Leonard Rossiter)

## Distinctions
- Officier de la Légion d'honneur
- Croix de guerre 1939-1945
- Officier de l'ordre des Arts et des Lettres